# Pythidae
Pythidae je čeleď brouků z nadčeledi Tenebrionoidea.

## Taxonomie
- rod Osphyoplesius Winkler, 1915
  - druh Osphyoplesius anophthalmus Winkler, 1915
  - druh Osphyoplesius loebli Espańol, 1975
- rod Pytho Latreille, 1796
  - druh Pytho abieticola J. Sahlberg, 1875
  - druh Pytho depressus Linnaeus, 1767
  - druh Pytho kolwensis